# 2006年5月體育
參見: 2006年體育

## 2006年5月28日（周日）
- 賽車：在一級方程式摩納哥大獎賽中，以1小時43分43秒116的成績奪得該站冠軍，比亞軍胡安·巴布羅·蒙托亞快14.5秒。

## 2006年5月20日（周四）
- 足球：屈福特在英冠升班附加賽以三比零擊敗列斯聯，是球會六年後再一次升上英超聯賽。雅虎香港Archive.today的存檔，存档日期2013-01-05

## 2006年5月19日（周三）
- 運動會：第三屆全國體育大會於蘇州金鵝湖進行開幕禮，全國體育大會是非奧運項目的全國性運動會，目的是為了「促進中國的體育事業全面發展，並推動中國非奧運項目的普及和提高，推進全民健身的開展，促進中國優秀非奧運體育項目向全世界推廣，儘快與世界運動會接軌。」

- 足球：今屆未能帶領南華成功護級的歐偉倫獲成為今年香港足球先生得主，平了門將范俊業同時奪得香港足球先生、最受球迷喜愛球星及最佳十一人的紀錄。雅虎香港（页面存档备份，存于）

## 2006年5月17日（周三）
- 足球：歐洲聯賽冠軍盃 - 決賽於法國巴黎聖坦尼球場舉行。
  - 巴塞隆拿 2 - 1 阿仙奴　
    - 阿仙奴早段因為門將列文侵犯對方射手伊度奧而領紅牌出場，球隊在少打一人之下在三十七分鐘蘇甘保一記頭鎚先開紀錄，下半場三十一分鐘恩尼斯達一個美妙的直線傅送給伊度奧為巴塞隆拿追成一比一平手，五分鐘後貝迪堤擺脫一眾阿仙奴守衛在近柱射入奠定勝利的一球，為巴塞隆拿繼1992年後再次奪得歐洲聯賽冠軍盃冠軍。 歐洲足協官方網站（页面存档备份，存于）

- 田徑：国际田联宣布，因工作人员误解计时规则，美国短跑选手加特林5月12日在多哈田径超级大奖赛上的成绩应为9秒77，未破世界纪录。新浪网（页面存档备份，存于）

## 2006年5月14日（周日）
- 足球：波圖在葡萄牙盃決賽以一比零擊敗塞圖巴爾第十七次奪得賽事冠軍。

## 2006年5月13日（周六）
- 足球：
  - 英格蘭足總盃決賽：
    - 利物浦在英格蘭足總盃決賽迎戰韋斯咸，他們在落後兩球的環境之下，在法定時間內與對手打成三比三平手，及後十二碼階段以三比一擊敗韋斯咸第七次贏得冠軍。雅虎香港Archive.today的存檔，存档日期2013-01-05

  - 蘇格蘭足總盃決賽：
    - 雖然哈茨與打成一比一平手，但對手在十二碼階段連失兩球令赫斯自1998年後再次奪得蘇格蘭足總盃冠軍，同時赫斯成為八年內首支非格拉斯哥流浪及些路迪的足總盃冠軍隊伍。

## 2006年5月12日（周五）
- 田徑：美國田徑選手加特林（Justin Gatlin）在卡塔爾多哈舉行的國際田聯超級大獎賽中，以9秒76打破新男子百米的世界紀錄，比舊紀錄快0.01秒。雅虎香港Archive.today的存檔，存档日期2013-01-05

## 2006年5月11日（周四）
- 足球：國際米蘭在意大利盃第二回合中，在主場以三比一擊敗羅馬，總比數以四比二連續第二年壓倒對手奪得意大利盃冠軍。雅虎香港Archive.today的存檔，存档日期2013-01-05

## 2006年5月10日（周三）
- 足球：歐洲足協盃 - 決賽於荷蘭燕豪芬舉行。
  - 米杜士堡 0 - 4 西維爾
    - 西維爾以四比零大破米杜士堡，首度奪得歐洲頂級賽事冠軍，而米杜士堡領隊麥卡倫賽後將會離隊於世界盃後擔任新任英格蘭國家足球隊領隊一職。

## 2006年5月7日（周日）
- 足球：於1913年興建的阿仙奴主場高貝利球場上演最後一場球賽，最後阿仙奴憑亨利連中三元以四比二擊敗韋根，而另一方面賽前聯賽第四位的熱刺作客被韋斯咸以一比二擊敗，導致阿仙奴在最後一輪賽事趕過熱刺取得最後一個參加來屆歐洲聯賽冠軍盃的席位。雅虎香港
- 賽車：在德國舉行的一級方程式歐洲大獎賽中，法拉利車隊車手以1小時35分58秒765的成績奪得該站冠軍，比亞軍快3.7秒，在車手積分榜與第一名有13分距離。

## 2006年5月6日（周六）
- 足球：拜仁慕尼黑在德國甲組足球聯賽與凱沙羅頓打成一比一平手，而另一方面聯賽次席漢堡以二比四敗於哈化柏林，因此令拜仁慕尼黑能夠提早一輪摘取第20次聯賽冠軍，連同上星期的德國盃冠軍，拜仁慕尼黑成為歷史上首次同時衛冕德國甲組聯賽及德國盃冠軍的球隊。雅虎香港

## 2006年5月4日（周四）
- 足球：米杜士堡領隊麥卡倫（Steve McClaren）獲委任成為第十一位英格蘭國家足球隊領隊，以代替2006年世界盃後辭退的瑞典籍領隊艾歷臣，他將會於8月正式上任，任期為4年。明報[永久]